# Gino Fano
Gino Fano   (Màntua, 5 de gener de 1871 - Verona, 8 de novembre de 1952) va ser un matemàtic italià.

## Vida i obra
Fano va néixer en una família jueva benestant. El seu pare havia estat un voluntari amb Garibaldi i era un ferm partidari de la unificació italiana. Després dels seus estudis a Mantua, va ingressar a la universitat de Torí en la qual es va doctorar el 1892 amb una tesi dirigida per Corrado Segre. El curs 1892-1893 va ser assistent del professor Enrico D'Ovidio i el curs següent va fer una estança a la universitat de Göttingen per estudiar amb Felix Klein. Fano, el 1890, ja havia publicat, traduït a l'italià, el Programa d'Erlangen de Klein a instàncies de Segre; per això tenia una gran admiració per les idees geomètriques de Klein.
Des de 1894 fins a 1899 va ser assistent de Guido Castelnuovo a la universitat de Roma i, aquest darrer any, va obtenir la plaça de professor titular de geometria a la universitat de Messina, on només va romandre fins al 1901, quan va obtenir plaça a la universitat de Torí. El 1938, d'acord amb les lleis antijueves del govern feixista italià, va haver d'abandonar la universitat i el seu país, anant a viure a Lausana (Suïssa) on va estar fins al final de la guerra mundial, vivint dels seus recursos personals. El 1946 va retornar a Itàlia i li van ser restituïts tots els seus drets, però per la seva edat va ser professor emèrit.
El 1911 es va casar i els seus dos fills, Ugo i Robert, van ser professors i científics destacats als Estats Units. Va ser membre de l'Acadèmia de les ciències de Torí.
Els treballs de recerca de Fano van ser en geometria, aplicant estrictament el mètode axiomàtic i posant especial cura en assegurar-se de la independència dels postulats. A ell es deuen conceptes com els de pla de Fano, rigidesa birracional de determinades 3-varietats,, varietats de Fano, etc. La seva obra es compon d'uns dos cents articles publicats entre 1890 i 1953.